# Dreifaltigkeitskirche (Detmold)
Die Dreifaltigkeitskirche bildet zusammen mit der Martin-Luther-Kirche in der Innenstadt die evangelisch-lutherische Kirchengemeinde Detmold innerhalb der Lippischen Landeskirche. Sie ist die dritte und neueste lutherische Kirche in Detmold und nach der reformierten Kirche in Hiddesen aus dem Jahr 1951 die zweite Kirche in Detmold, die von dem Hamburger Architekten Gerhard Langmaack entworfen wurde.

## Geschichte und Architektur
Schon vor dem Bau der Kirche existierte am Wittenberger Weg im Norden Detmolds eine lutherische Pfarrstelle mit Pfarrhaus. Daher wurde dieses Grundstück trotz seiner knappen Größe auch für den Neubau der Kirche vorgesehen, als Pfarrer Gerhard Klose um 1953 erste Pläne in diese Richtung entwickelte.
Der Bau der Kirche begann am 10. September 1960, am 17. Dezember 1961, dem dritten Advent, wurde sie mit einem Gottesdienst eingeweiht.
Langmaack integrierte das Pfarrhaus in sein Baukonzept und schuf ein dreiteiliges Bauwerk, bestehend aus Kirche, Gemeindesaal und Pfarrhaus. 
Das eigentliche Kirchengebäude ist bis auf eine Ausbuchtung auf der Ostseite kreisrund mit einem Durchmesser von 12 Metern und einer Höhe von 10 Metern ohne Turm. Der mittig aufgesetzte und ebenso schmale wie spitze Kirchturm erreicht mit Kreuz eine Gesamthöhe von 31 Metern. Im Turm befinden sich zwei Rincker-Glocken (Schlagtöne g1 und b1).
Kirchenraum und Gemeindesaal lassen sich miteinander verbinden, so dass hier bis zu 450 Personen Platz finden.
Zwei große Fenster im Kirchenraum weisen nach Norden und Süden. Die Fenster wurden vom Berliner Künstler Egon Stolterfoht entworfen und sollen die Dreifaltigkeit (Nordfenster) und das himmlische Jerusalem (Südfenster) darstellen.
Die Orgel wurde 1966 von der Firma Kleuker aus Brackwede gebaut und 1993 durch die Firma Steinmann aus Vlotho grundlegend erneuert und überarbeitet. Sie hat 14 Register.